# Algerisk arabiska
Algerisk arabiska (arabiska: الدارجة الجزائرية) är de maghrebarabiska dialekter som talas främst i Algeriet. Arabiska är ett semitiskt språk i den centralsemitiska undergruppen. De semitiska språken tillhör den afroasiatiska språkfamiljen. Algerisk arabiska används inte som undervisningsspråk i skolorna. Varianten uppskattas att ha 31 miljoner talare mestadels i Algeriet men också i Egypten, Frankrike och Tunisien.
Algeriska arabiskan har lånat ord från bl.a. franska, latin, osmanturkiska.
Varianten delas ytterligare till tre underdialekter. Talaren av tunisisk och marockansk arabiska kan delvis förstå den algeriska varianten.

## Fonologi

### Konsonanter
|             |             | Labial | Dental | Alveolar | Palatal  | Velar  | Uvular | Faryngal | Glottal |
| ----------- | ----------- | ------ | ------ | -------- | -------- | ------ | ------ | -------- | ------- |
| Nasal       | Norm.       | m      |        | n        |          | ŋ      |        |          |         |
| Nasal       | Emfatisk    | mˤ     |        |          |          |        |        |          |         |
| Klusil      | Norm.       | p \| b |        | t \| d   |          | k \| g | q      |          | ʔ       |
| Klusil      | Emfatisk    | bˤ     |        | tˤ \| dˤ |          |        |        |          |         |
| Affrikat    | Affrikat    |        |        | ts       | tʃ \| dʒ |        |        |          |         |
| Frikativ    | Norm.       | f \| v | θ \| ð | s \| z   | ʃ \| ʒ   | χ \| ʁ |        | ħ \| ʕ   | h       |
| Frikativ    | Emfatisk    | fˤ     | ðˤ     | sˤ \| zˤ |          |        |        |          |         |
| Tremulant   | Norm.       |        |        | r        |          |        |        |          |         |
| Tremulant   | Emfatisk    |        |        | rˤ       |          |        |        |          |         |
| Appriximant | Appriximant |        |        | l        | j        | w      |        |          |         |

Källa:

### Vokaler
|            | Främre | Mitten | Bakre |
| ---------- | ------ | ------ | ----- |
| Sluten     | i ~ e  |        | u ~ o |
| Halvsluten | i ~ e  | ə ~ a  | u ~ o |
| Halvöppen  | i ~ e  | ə ~ a  | u ~ o |
| Öppen      |        | ə ~ a  |       |

Källa:

## Lexikon
Några lånord från frans som används i algeriska arabiskan:
| Algerisk arabiska | Uttal      | Franska    | Svenska      |
| ----------------- | ---------- | ---------- | ------------ |
| كوزينة            | /kuzina/   | cuisine    | kök          |
| طابلة             | /tabla/    | table      | bord         |
| كونكسيون          | /konksion/ | connection | kontaktpunkt |
| دويز              | /dwiz/     | device     | valuta       |